# Ye (Lanzarote)
Ye est un hameau de l'île de Lanzarote dans l'archipel des îles Canaries. Il fait partie de la commune de Haría.

## Situation
Ye est situé au nord du Volcan de la Corona

## Tourisme
Ye est une halte touristique avant le Mirador del Río.

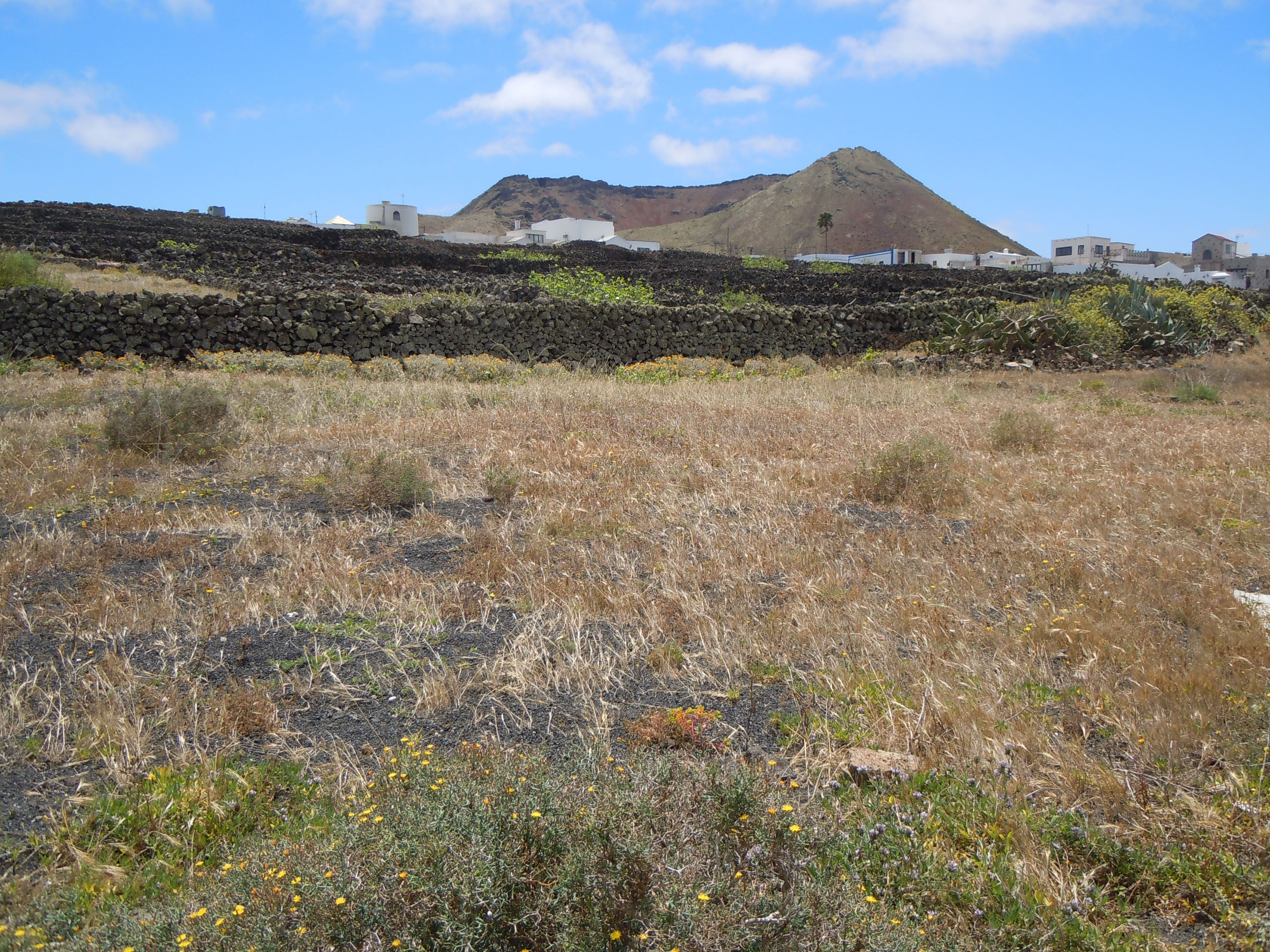
Pâturages au pied du village